# Coxapopha bare
Espèce
Coxapopha bare est une espèce d'araignées aranéomorphes de la famille des Oonopidae.

## Distribution
Cette espèce est endémique de l'État d'Amazonas au Brésil. Elle se rencontre  à Manaus.

## Description
Le mâle holotype mesure 2,32 mm et la femelle paratype 2,14 mm.

## Étymologie
Cette espèce est nommée en référence aux Baré.

## Publication originale
- Ott & Brescovit, 2004 : Three new species of the haplogyne spider genus Coxapopha Platnick from the Amazon region (Araneae, Oonopidae). Revista Ibérica de Aracnología, vol. 9, p. 127-135 (texte intégral).